# 1988년 옐로스톤 화재
1988년 옐로스톤 화재는 미국의 옐로스톤 국립공원의 역사상 가장 큰 산불을 일으켰다. 시작은 작은 여러 화재들이었지만 거센 바람과 가뭄에 의해 순식간에 번져서 몇달동안 지속된 하나의 화재로 악화되었다. 화재는 관광객에게 인기 있었던 두 명소를 파괴하였으며, 역사상 처음으로 1988년 9월 8일부로 외부인의 입장을 금지하게 되었다. 오직 늦가을의 춥고 습한 날씨가 찾아오자 화재가 진압되었다. 전소된 면적은 3213 km2에 달했으며, 이는 공원의 36%가 탄 것이었다.